# کلیسای اوهان مقدس (وانادزور)
کلیسای اوهان مقدس وانادزور (ارمنی: Սուրբ Օհան եկեղեցի؛ انگلیسی: St. Ohan) یک کلیسا متعلق به کلیسای حواری ارمنی واقع در (روستای ژدانوف) شهر وانادزور، استان لوری ارمنستان می‌باشد. ساخت و ساز این ساختمان در سده ۱۹ام میلادی؛ به پایان رسید. این بنا به سبک معماری ارمنی طراحی شده است.